# René Dörfel
René Dörfel (* 7. August 1969) ist ein ehemaliger deutscher Fußballspieler. 

## Werdegang
Der Abwehrspieler Dörfel begann seine Karriere bei Traktor Haldensleben. Über den 1. FC Magdeburg kam er zu Motor Schönebeck und wechselte im Jahre 1990 zum damaligen Oberligisten Arminia Bielefeld. Mit der Arminia qualifizierte er sich 1994 für die neu geschaffene Regionalliga West/Südwest und schaffte ein Jahr später den Aufstieg in die 2. Bundesliga. 1996 stieg Dörfel mit der Arminia in die Bundesliga auf. Insgesamt 115 Spiele absolvierte er für die Arminia, davon acht in der 2. Bundesliga, und erzielte sechs Tore.
1996 wechselte Dörfel gemeinsam mit Armin Eck, Peter Quallo und Stefan Studtrucker für insgesamt 2,2 Millionen D-Mark auf Leihbasis zum Regionalligisten FC Hessen Kassel. Nach der Insolvenz des Vereins wechselte Dörfel zu Kickers Emden, wo er bis 2004 spielte. Es folgten jeweils eine Spielzeit beim FC Norden und dem TuS Pewsum, wo er im Jahre 2006 seine Spielerkarriere beendete. Derzeit ist René Dörfel Cheftrainer in der Ostfrieslandliga beim Turnerbund Twixlum.